# Suisse italienne

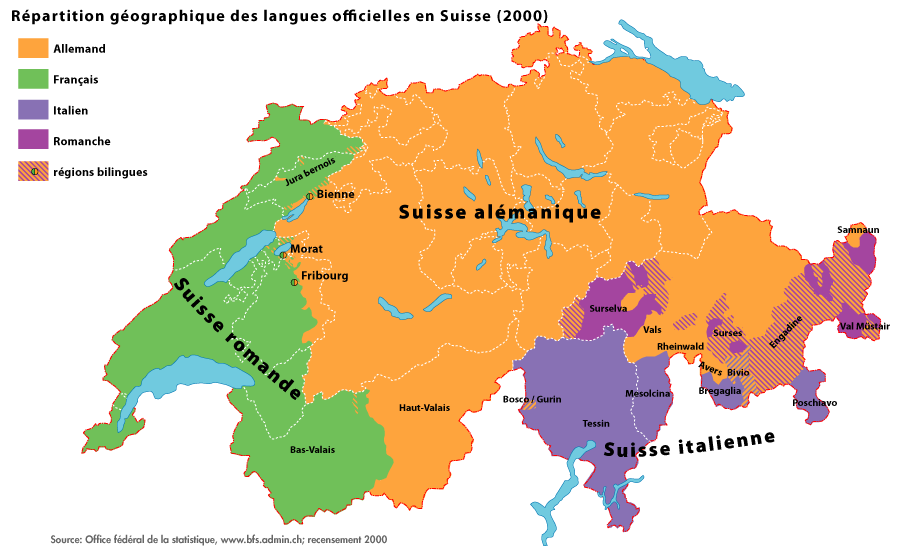
Les langues de la Suisse : en bleu, la partie italophone, en vert, la partie francophone, en orange, la partie germanophone, en violet la partie romanche.

La Suisse italienne est la partie italophone de la Suisse. Elle comprend le canton du Tessin et les vallées du sud du canton des Grisons : Val Poschiavo, Val Bregaglia, Val Calanca et Val Mesolcina, aussi nommées les Grisons italiens. 
La Suisse italienne a une superficie de 3 796,78 km2 et compte 366 481 habitants en 2016.

## Linguistique
Avant la généralisation de l'usage de l'italien en Suisse italienne au cours du XXe siècle, la langue prédominante était le lombard, parler gallo-italique apparenté à l'italien. En 2022, 58,6 % de la population du Tessin parlait encore fréquemment le lombard tessinois. Cependant, tous les lombardophones parlent également l'italien, langue de la scolarisation. Il s'agit d'un cas de diglossie.
Selon Henriette Walter, dans les Grisons italiens, « si l'italien est la langue du cœur, l'allemand est la langue du pain ».

## Infrastructures
La population suisse de langue italienne dispose de sa propre université depuis 1996, à Lugano et Mendrisio. Un second établissement d'enseignement supérieur, la Haute école spécialisée de la Suisse italienne (Scuola universitaria professionale della Svizzera italiana / SUPSI), se trouve à Manno et Canobbio.
L'Aéroport international de Lugano dessert la région et les aéroports de Milan-Malpensa et de Milan-Linate sont facilement accessibles.